# Relations entre la Belgique et le Canada
Les relations entre la Belgique et le Canada sont celles entre les nations belge et canadienne. Tous deux sont des alliés proches et des membres de l'Organisation du traité de l'Atlantique nord et de l'Organisation internationale de la francophonie. Les deux ont une position de multilatéralisme et les deux sont des États fédérés. Les deux sont activement impliqués dans la guerre actuelle en Afghanistan sous l'ISAF.

## Missions
La Belgique a une ambassade à Ottawa, un consulat à Montréal et quatre consulats honoraires à Edmonton, Halifax, Vancouver et Winnipeg. Elle opérait autrefois un consulat à Toronto, mais il a été fermé en 2014. Les trois régions belges (Wallonie, Flandre et Bruxelles) ont chacune leur propre bureau au consulat de Montréal.
Le Canada possède une ambassade à Bruxelles et un consulat à Anvers. Le Québec a sa propre délégation générale à Bruxelles. Les délégations canadiennes auprès de l’Union européenne et de l’Organisation du traité de l’Atlantique nord se trouvent aussi en Belgique, en raison de la localisation de leur siège dans la capitale.
Les affaires luxembourgeoises sont souvent traitées en parallèle avec la Belgique par le Canada; l'ambassade canadienne à Bruxelles couvre également le Luxembourg.
La Belgique et le Canada sont des États membres de diverses organisations internationales, parmi lesquelles l'Organisation des Nations unies, l'Organisation du traité de l'Atlantique nord, l'Organisation internationale de la francophonie, l'Organisation pour la sécurité et la coopération en Europe et l'Organisation de coopération et de développement économiques.

## Commerce
Les importations belges au Canada s'élevaient en 2018 à 6,1 milliards de dollars canadiens, et les importations canadiennes en Belgique se chiffraient à 3,4 milliards d'euros. La Belgique est le 13e partenaire commercial du Canada, et le Canada vient au 12e rang des partenaires de la Belgique. Les Canadiens investissent au moins 5 fois plus en Belgique que les Belges ne le font au Canada; les investissements canadiens en Belgique s'élevaient à 8,0 milliards de dollars canadiens en 2018, alors que le stock des investissements belges au Canada était de 0,9 milliard d'euros en 2018.
Les universités belges et canadiennes ont de nombreux partenariats. Plus de 20 universités canadiennes collaborent avec leurs homologues belges dans divers domaines allant de la santé aux sciences sociales.

## Histoire

### Immigration belge dans l'est du Canada
Quelques Belges arrivent en Nouvelle-France avant sa conquête par l'Angleterre. Au milieu du XIXe siècle, on dénombre suffisamment d'arrivées pour ouvrir des consulats fonctionnant à mi-temps à Montréal, Québec et Halifax. Après 1859, la disponibilité de terres agricoles au Canada attire de nouveau les Belges. Après 1867, le gouvernement canadien accorde aux immigrants de Belgique un statut privilégié et encourage l'immigration dans les communautés catholiques francophones du Québec et du Manitoba. Edouard Simaeys devient un agent canadien rémunéré à temps partiel en Belgique afin de faire connaître les opportunités au Canada et faciliter l'immigration. Les compagnies de navigation préparent leurs propres brochures et proposent des forfaits peu coûteux aux familles agricoles. En 1898, un bureau canadien à temps plein à ouvre Anvers, fournissant des brochures, et prodiguant des conférences et des conseils de voyage spécifiques. Au début du XXe siècle, environ 2 000 Belges arrivent chaque année, la plupart possédant des compétences en agriculture. Une troisième vague d'immigration a lieu après 1945, les zones urbaines étant la destination. Le recensement de 1961 comptait 61 000 Canadiens d'origine belge.
Afin de fournir un soutien financier aux immigrants belges en difficulté, la Société belge de bienfaisance est créée en 1921 à Montréal. En 1936-37, elle est fusionnée avec la nouvelle Association Belgique-Canada. Le niveau d'activité de l'association fluctue au cours des années, étant plus active dans les années 1940 et moins dans les années 1970. La dernière assemblée générale des membres enregistrée a eu lieu en 2011.

### Immigration belge dans l'ouest du Canada
L’immigration belge dans l’Ouest canadien à la fin du XIXe et au début du XXe siècle attire l’attention du gouvernement belge. Il promulgue alors des lois et des règlements pour protéger les émigrants et garantir des conditions adéquates à bord des navires. Des dispositions sont prises pour aider les émigrants qui décident de revenir en Belgique. À partir des années 1860, des représentants consulaires se rendent sur place pour inspecter les conditions de vie au Canada, qui accueillait avec enthousiasme les nouveaux arrivants. De même, l’Église catholique puise un certain nombre de prêtres dans les néo-canadiens. Les immigrants wallons découvrent qu'ils pouvaient continuer à parler français au Canada, tandis que les Flamands apprennent rapidement l'anglais. Les Belges ne forment aucune organisation nationale en leur nom. Certains s'établissent dans des villes comme Saint-Boniface, au Manitoba, mais la plupart deviennent des agriculteurs spécialisés dans l'élevage laitier, la betterave à sucre et le maraîchage. Après 1920, on s'installe dans l'ouest de l'Alberta, où l'économie repose sur l'élevage en ranch, l'élevage de chevaux et la betterave à sucre.